# John Mellen Thurston

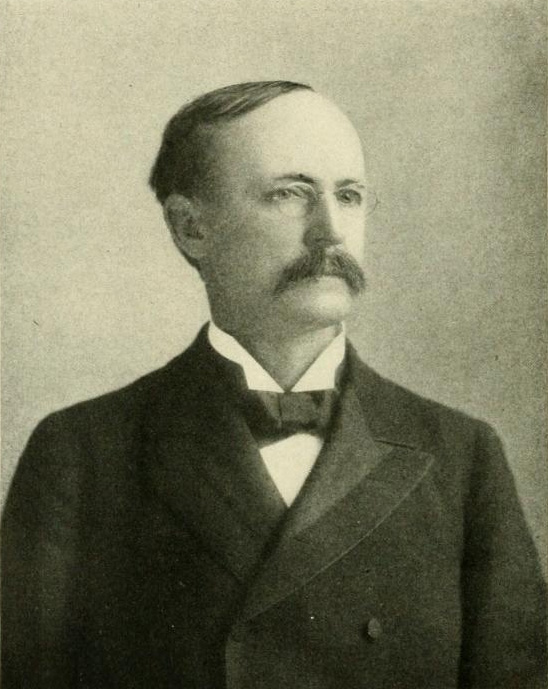
John Mellen Thurston

John Mellen Thurston, född 21 augusti 1847 i Montpelier, Vermont, död 9 augusti 1916 i Omaha, Nebraska, var en amerikansk republikansk politiker. Han representerade delstaten Nebraska i USA:s senat 1895-1901.
Thurston studerade juridik. Han inledde 1869 sin karriär som advokat i Omaha. Han var elektor för James Garfield i presidentvalet i USA 1880.
Thurston efterträdde 1895 Charles F. Manderson som senator för Nebraska. Han efterträddes sex år senare av Joseph Millard. Thurston var ordförande i senatens utskott för indianärenden 1899-1901.
Thurston County, Nebraska har fått sitt nuvarande namn efter John Mellen Thurston. Countyt hette ursprungligen Blackbird County efter omahahövdingen Blackbird.